# Emilio Sarzi Amadé
Emilio Sarzi Amadé (Curtatone, 12 novembre 1925 – Milano, 15 marzo 1989) è stato un partigiano e giornalista italiano, specializzato sull'Estremo Oriente e di orientamento comunista.

## Biografia
Chiamato alle armi sotto la Repubblica Sociale Italiana, disertò quasi subito per unirsi ai partigiani che operavano sulle montagne della provincia di Belluno, allora incorporata nel Terzo Reich. La Resistenza costituì per lui un'esperienza epica, che determinò in seguito il suo percorso ideologico e professionale, e che raccontò poi nel libro Polenta e sassi, scritto di getto, al suo rientro a Mantova, subito dopo la Liberazione. 
Gli anni del dopoguerra lo videro impegnato nel giornalismo, prima come corrispondente, e in seguito come redattore de L'Unità, il quotidiano cui dedicò l'intera vita professionale. Specializzatosi in politica estera presso la redazione milanese, fu poi, dal 1957 al 1961 l'unico giornalista italiano corrispondente dalla Cina di Mao, allora non ancora riconosciuta dal governo italiano. Negli anni successivi, in seguito alla terribile invasione americana, concentrò la sua attività sull'Indocina e in particolare sulla guerra del Vietnam. Il suo Rapporto dal Vietnam (1966 Torino, Einaudi) fu presentato come "la prima relazione che un giornalista italiano abbia finora preparato sulle origini e sulle cause della guerra vietnamita". Nello stesso periodo curò l'antologia Le due vie dell'economia cinese (1971, Milano, Franco Angeli) e la raccolta di scritti del generale vietnamita Giap dal titolo La guerra e la politica (1974, Milano, Mazzotta). 
Abile fotografo, ebbe rapporti con personaggi come Zhou Enlai, Ho Chi Minh (che ritrasse in una celebre foto) e Sihanouk, il principe in esilio della Cambogia. Per favorire la comprensione in Italia dell'intricato quadro politico indocinese, pubblicò Vietnam, il dopoguerra difficile (1978, Milano, Mazzotta) e, in seguito al terribile dramma della Cambogia, L'Indocina rimeditata (1983, Milano, Franco Angeli). Il suo Polenta e sassi, scritto di getto a vent'anni per raccontare la propria esperienza di partigiano in montagna, fu pubblicato, in seguito a fortunose vicende, solo con trent'anni di ritardo nel 1977 da Einaudi (poi da Cierre Edizioni nel 2005). L'ultimo decennio della sua vita lo vide su posizioni critiche rispetto alla linea del partito, che sarebbe poi sfociata nella clamorosa "svolta della Bolognina" di Achille Occhetto.

## Opere
- Rapporto dal Vietnam, Einaudi, Torino, 1966
- Le due vie dell'economia cinese, antologia di scritti cinesi, Franco Angeli, Milano, 1971
- La guerra e la politica, antologia di scritti di Giap, Mazzotta, Milano, 1974
- Polenta e sassi, Einaudi, Torino, 1977; Cierre Edizioni, 2005
- Vietnam, il dopoguerra difficile, Mazzotta, Milano, 1978
- L'Indocina rimeditata, Franco Angeli, Milano, 1983
- Sulle strade del Vietnam, LP, Vedette Zodiaco VPA 8147, registrazioni originali di Sarzi Amadé